# 官仓街道
官仓街道，原为官仓镇，是中华人民共和国四川省成都市金堂縣下辖的一个乡镇级行政单位。2019年12月，撤销清江镇、官仓镇，设立官仓街道，以原清江镇和原官仓镇所属行政区域为官仓街道的行政区域，官仓街道办事处驻中孚街206号。

## 行政区划
官仓街道下辖以下地区：
中孚社区、叶家店村、双凤村、白马泉村、红旗村、双新村、鹅蛋山村和柿子树村。